# Science Progress
Science Progress (abgekürzt Sci. Prog.) ist eine wissenschaftliche Fachzeitschrift, die vierteljährlich im Peer-Review-Verfahren bei SAGE Publications erscheint. Die multidisziplinäre Zeitschrift erschien erstmals 1894 und behandelt Themen aus dem Bereich der Naturwissenschaften. 1898 wurde das Erscheinen zunächst eingestellt, ehe die Zeitschrift ab 1906 unter dem Titel Science Progress in the Twentieth Century wieder herausgegeben wurde. Seit 1933 erscheint die Publikation wieder unter ihrem ursprünglichen Namen. Thematisiert werden insbesondere Aspekte aus den Bereichen Agrarwissenschaften, Angewandte Mathematik, Biologie und Biowissenschaften, Chemie, Informatik und Informationswissenschaft, Geowissenschaften, Ökologie und Umweltwissenschaften, Ingenieurwissenschaften und Technologie, Medizin und Gesundheitswissenschaften sowie Physik. Der Impact Factor lag 2022 bei 2,6. Chefredakteure der Zeitschrift sind Deepika Chaudhary, Michaela Christodoulaki und Amy Goundry.